# Federación Ecuatoriana de Natación
La Federación Ecuatoriana de Natación es el ente rector de la natación en Ecuador. Es un organismo privado sin ánimo de lucro que cumple funciones de interés público y social, siendo parte activa del sistema nacional del deporte. Está afiliada a la Federación Internacional de Natación, la Confederación Sudamericana de Natación y el Comité Olímpico Ecuatoriano. De igual manera se encarga de la organización del polo acuático, nado sincronizado y los clavados en Ecuador.

## Historia
Se debe partir de la evolución histórico de la natación en nuestro país ya que paralelo al resto del mundo la difusión de este deporte como novedad deportiva en el Ecuador arrancaría con el nacer del siglo XX por clubes privados de la ciudad de Guayaquil.
El 27 de marzo de 1938, en la piscina Campo de Marte de Lima, el equipo de Ecuador, con solo cuatro competidores, conquistó el V Campeonato Sudamericano de Natación, superando a las poderosas selecciones de Perú, Chile, Argentina, Brasil y Uruguay, que se clasificaron en ese orden, protagonizando un suceso que conmocionó al país y causó admiración internacional.
Mariuxi Febres-Cordero surgió en 1968 del torneo de Novatos, que aún organiza Diario El Universo. En 1973 se convirtió en la primera ecuatoriana en ganar un título sudamericano en el campeonato juvenil de Río de Janeiro, Brasil. Sus éxitos en el exterior continuaron en los sudamericanos de Medellín 1974, Arica 1975 y alcanzó la cumbre en 1976, en Maldonado, Uruguay, cuando ganó cinco medallas de oro y una de plata.
Entre 1970 y 1978 surge la figura del nadador ecuatoriano Jorge Delgado Panchana, natural de Guayaquil. Delgado el atleta más importante de la historia de Ecuador hasta 1996, año donde el marchista Jefferson Pérez ganó el título olímpico Atlanta 96, forma parte de la galería de deportistas célebres de América Latina del siglo XX por dos razones: Primero, por el gran amor que tuvo por su patria y que impidió su retiro por largos años. Segundo, por ser uno de los primeros pioneros del ingreso de la natación latinoamericana en la elite mundial. Pero su nombre también evoca que sus hazañas deportivas lo convirtieron en el mejor Embajador Ecuatoriano de Buena Voluntad. Delgado Panchana obtuvo muchas medallas de oro en los Campeonatos Sudamericanos de Arica (1971), Medellín (1974), Punta del Este (1976) y Guayaquil (1978).
El mejor deportista ecuatoriano de los años setenta fue finalista en su especialidad, 200 metros mariposa, en los Juegos Olímpicos de Múnich (1972) y Montreal (1976), además de los Campeonatos Mundiales de Belgrado (1973), Cali (1975) y Berlín (1978). A decir verdad, su mayor hazaña deportiva fue conquistar dos medallas de oro en los Juegos Deportivos Panamericanos de Colombia (1971) y México (1975).
Actualmente están presentes varios nadadores del país clasificados para los juegos Olímpicos Londres 2012 no solo en piscina sino también en la disciplina de aguas abiertas:
-  Samanta Arévalo y Esteban Enderica los más destacados.
-  Entre los homenajeados también estaban Esteban, Iván Enderica, Carlos Pólit, Nataly Caldas, Carolina Muñoz, Pablo José Delgado, Luis Rivas, Sofía Salazar, Wladimir Quishpe, Nicole Mármol, Yamilé Bahamonde, entre otros nadadores.

## Presidentes de la institución
Lista cronológica de los presidentes de la Federación Ecuatoriana de Natación.
| Periodo     | Nombre                            |
| ----------- | --------------------------------- |
| 1967 - 1968 | José Bejarano Morán               |
| 1968 - 1970 | Alberto Vallarino                 |
| 1973 - 1982 | Luis Chiriboga Parra              |
| 1982 - 1986 | Fernando López Suescun            |
| 1986 - 1988 | Armando Crespo                    |
| 1988 - 1992 | Carlos García Vidal               |
| 1992 - 1996 | Alfredo Escobar Urbina            |
| 1996 - 2000 | Gastón Thoret Marcos              |
| 2000 - 2004 | Luis Bajaña                       |
| 2004 - 2012 | Jorge Delgado Panchana            |
| 2012 - 2013 | Marcelo Carrión                   |
| 2013 - 2021 | Jorge Delgado Panchana            |
| 2021 - hoy  | Alfredo Eguez (Presidente actual) |